# لایه‌نگاری

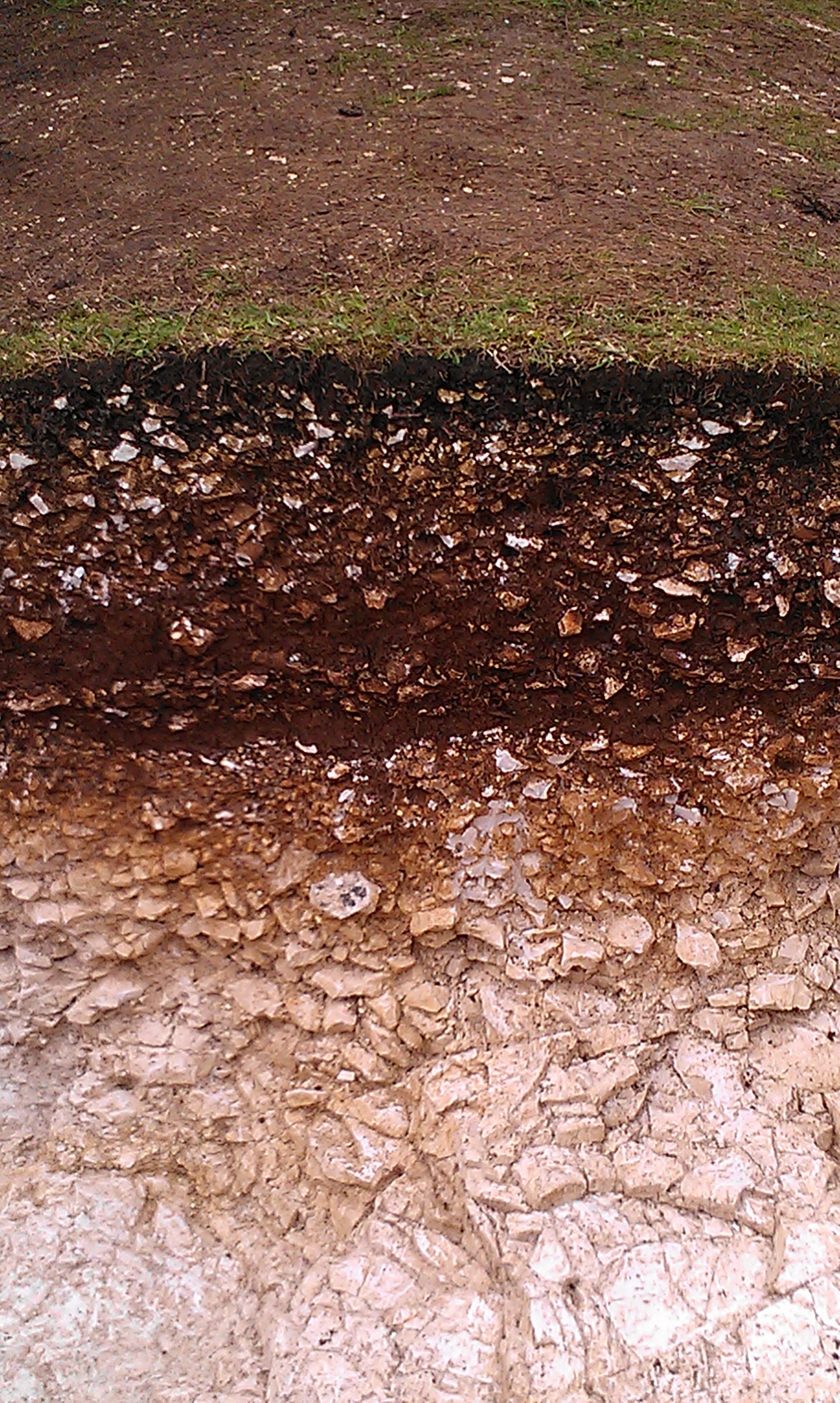
لایه‌نگاری باستان‌شناسیی عصر آهن در محوطه باستانی Goosehill Camp در Bow Hill, ساسکس غربی در جنوب انگلستان.

لایه‌نگاری یک مفهوم کلیدی در باستان‌شناسی نظری و عملی مدرن است. تکنیک‌های مدرن کاوش باستان‌شناسی مبتنی بر اصول لایه‌نگاری هستند. مفهوم لایه‌نگاری از کاربرد زمین‌شناسی (چینه‌شناسی) به‌دست آمده‌است، از این ایده که رسوب‌گذاری بر اساس اصول یکنواخت صورت می‌گیرد. وقتی یافته‌های باستان‌شناسی زیر سطح زمین هستند (همان‌طور که معمولاً این‌گونه است)، شناسایی زمینه هر یافته برای قادر ساختن باستان‌شناس به نتیجه‌گیری در مورد آن محوطه و در مورد ماهیت و تاریخ اشغال آن حیاتی است. این نقش باستان‌شناس است که تلاش کند تا کشف کند چه زمینه‌هایی وجود دارد و چگونه ایجاد شده‌است. لایه‌بندی یا توالی باستان‌شناختی روی هم قرار گرفتن پویای واحدهای منفرد لایه‌نگاری یا زمینه‌ها است.